# Fotbal Club Petrolul Ploiești
FC Petrolul Ploieşti é um clube de futebol com sede em Ploieşti, cidade localizada no Distrito de Prahova, centro-sul da Roménia.
o clube disputa a 1 divisão do Campeonato Romeno de Futebol desde a temporada de 2012-13, Seus jogos como mandante acontecem no Stadionul Ilie Oană, que possui capacidade estimada em 16.000 espectadores, nessa temporada de 2015-2016 do Campeonato Romeno de Futebol estão em último lugar com 8 pontos apenas na 14 posição, tudo indica que irão ser rebaixado para a ll liga que equivale a segunda divisão da Romênia, deixando seus apaixonados e leais torcedores de Ploieşti intrestecidos com a difícil e amargurada atual fase dos Lobos Amarelos.
As cores do Petrolul são azul e amarelo.

## Títulos
O clube possui três títulos da Liga I (a divisão principal do futebol romeno, em 1957–58, 1958–59 e 1965–66) e dois vices (1955 e 1961-62). Venceu ainda por seis vezes a Çiga II e foi vice uma única vez.
Pela Copa da Romênia, o Petrolul possui dois títulos e um vice-campeonato.
Petrolul Ploiesti firms - Lethal Gang, Torcida Ploiești, Gruppo Anti Steaua, Knot, Punks, Maniacs Malu Roșu – ulterior doar Maniacs –, Radicals, Agresiv Republicii-Delinquent Boys, Partizanii, Haita Nord, , Wolves, Pet și XXL. Hooligans, United,Aggressive , Tribuna2.